# Ayos (Nyong-et-Mfoumou)
Ayos ist eine Gemeinde in der Region Centre in Kamerun. Sie gehört zum Departement Nyong-et-Mfoumou.
Der Bezirk ist für seinen Platz in der Medizingeschichte bekannt: In den 1920er Jahren wurde ein medizinisches Zentrum unter der Leitung des französischen Arztes Eugène Jamot gegründet, dem es gelang die Schlafkrankheit zu heilen («vainqueur de la Maladie du sommeil»).  Es ist ein wichtiger Ort der Erinnerung für die Tropenmedizin.
Bei der Volkszählung von 2005 hatte die Gemeinde 22.899 Einwohner, davon 8.653 im Kernort Ayos.

## Geographie
Die Stadt liegt in der Nähe des rechten Ufers des Flusses Nyong, am Zusammenfluss von Nyong und Long-Mafog. Die Nationalstraße N 10 durchquert den Ort 139 km östlich der Hauptstadt Yaoundé und 42 km nordöstlich der Präfektur Akonolinga.
Vor ORt wird unter anderem die Sprache Yebekolo gesprochen. Eine wichtige Bevölkerungsgruppe sind die Omvang.

## Geschichte
Seit Beginn des 20. Jahrhunderts galten die Küsten von Haut-Nyong als Epizentrum der Schlafkrankheit: Im Jahr 1901 wies ein deutscher Offizier, Kapitän Von Stein, erstmals auf einen Ausbruch der Trypanosomiasis östlich von Atok am Oberlauf des Nyong hin Im Januar 1913 gründete der deutsche Arzt Philalethes Kuhn in Ayos die erste westliche medizinische Einrichtung. In den 1920er Jahren wurden neue sanitäre Einrichtungen errichtet, die die logistische und wissenschaftliche Grundlage für das Programm zur Bekämpfung der Schlafkrankheit bildeten. Der französische Militärarzt Eugène Jamot leitete das Programm und wurde 1922 in Ayos als Nachfolger von Dr. Jojot eingesetzt. Am 8. April 1926 wurde Jamot per Ministerialerlass zum Leiter einer Mission zur Bekämpfung der Schlafkrankheit ernannt. Zwischen 1926 und 1931 konnte die Plage Schlafkrankheit in Kamerun überwunden werden. Allerdings müssen die Bemühungen mit finanziellen Mitteln, ausreichend Personal und administrativer Autonomie immer weiter fortgesetzt werden.
Administrativ ist der Ort Sitz des Districts seit Februar 1924 und seit Juni 1964 ein Arrondissement.

### Jean-Joseph David in Haut-Nyong (1939–1943)
Der Kolonialarzt Jean-Joseph David (1900–1969) war von 1939 bis 1943 in Haut-Nyong stationiert und leitete mit Vollmachten die „medizinische Region“ („région médicale“) Haut-Nyong mit Ayos als Zentrum. Mit der Unterstützung von fünf Ärzten führte er Maßnahmen durch, die sich mit der Medizin und der Bekämpfung der Schlafkrankheit (die trotz der Arbeit von Eugène Jamot in dieser Region wieder aufflammte) und dem Anbau von Latex und der der Förderung von Rutil beschäftigte.
Von 1933 bis 1938 setzte er seine Erfahrungen als Assistenzarzt in den Wallis-Inseln fort. Guillaume Lachenal hat daraus das Buch „The Doctor Who Would Be King“ geschrieben.

## Verwaltung

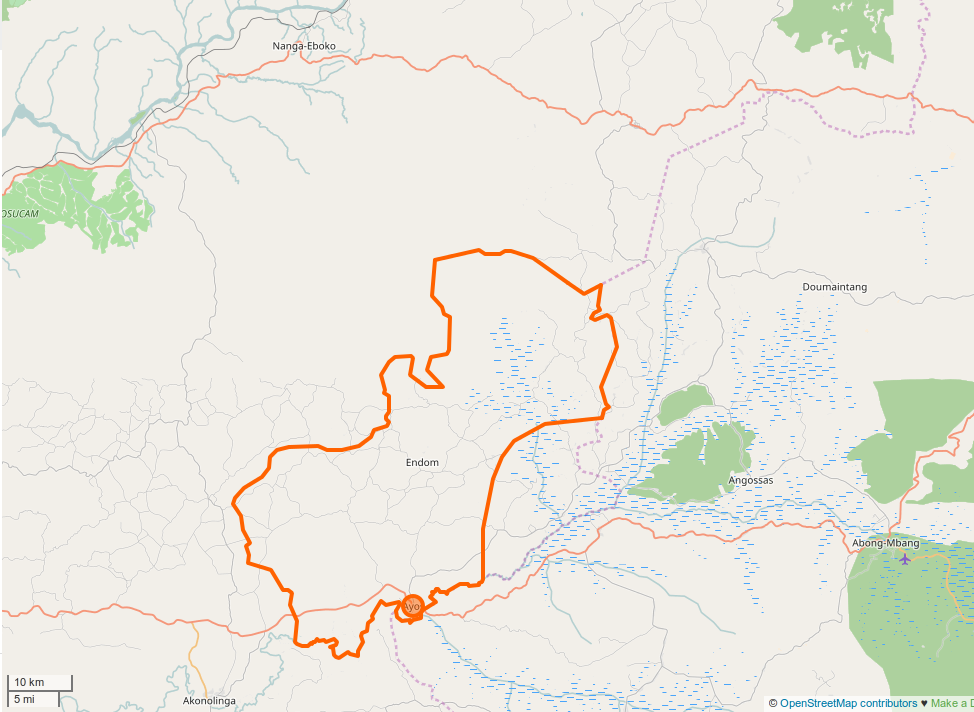
Grenzen der Commune

Neben Ayos mit seinen Stadtteilen besteht das Arrondissement aus folgenden Ortschaften:
- Abeng-Nnam
- Aboé
- Adoua
- Akam-Engali
- Asso-Obam
- Atong
- Atout
- Biyem
- By
- Ebeck
- Ekok
- Emini
- Eyes
- Fang-Bikang I
- Fang-Bikang II
- Koba
- Kombo
- Lembe
- Mbaka
- Mbang
- Mebissi
- Mekouma
- Melane
- Meto'o
- Ndéllé
- Ndoro
- Nebodo
- Ngolebomo
- Ngoubi
- Ngoumesseng
- Ngoun
- Nguinda-Minfolo
- Niamvoudou
- Nkolmveng
- Nkoloboudou II
- Nsan
- Nvanga
- Nyabewa
- Obis
- Olembe
- Tomba I
- Wong
- Yebe

## Gesundheit
Ayos, die ville médicale, hat heute ein Distrikt-Krankenhaus, welches 2006 erneuert wurde.

## Personen
- Joseph Beti Assomo (* 1959), Politiker.